# Lijst van personen geboren in Bergen (Noorwegen)
Dit is een op familienaam gesorteerde lijst van personen geboren in Bergen:
- Bendik (1990), muzikant

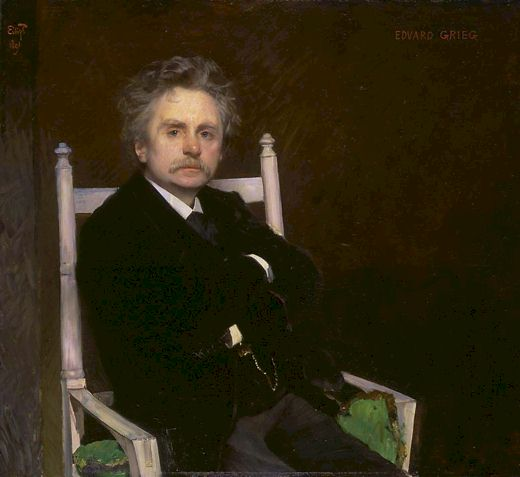
Componist en pianist Edvard Grieg (1843-1907)

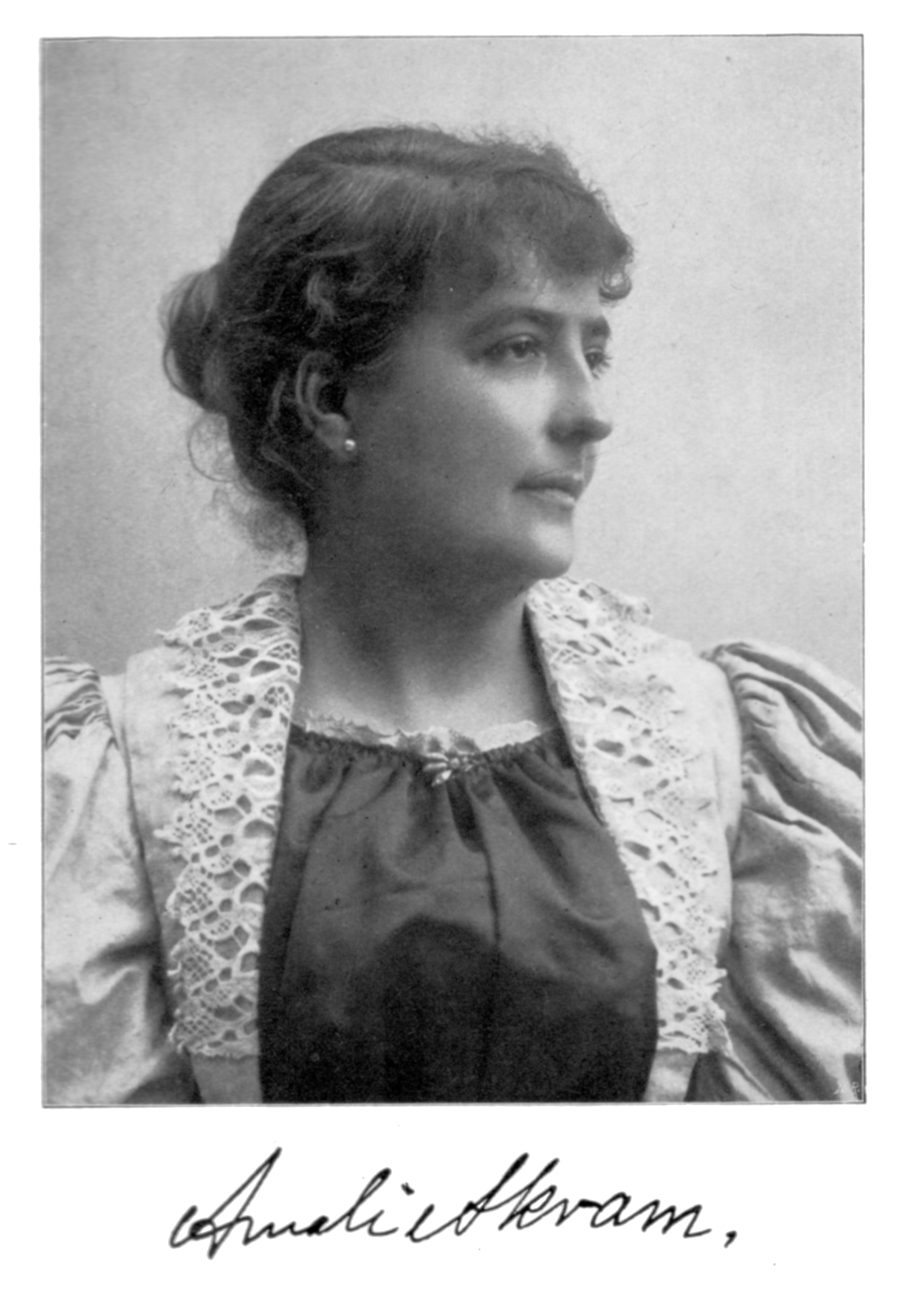
Schrijfster Amalie Skram (1846-1905)

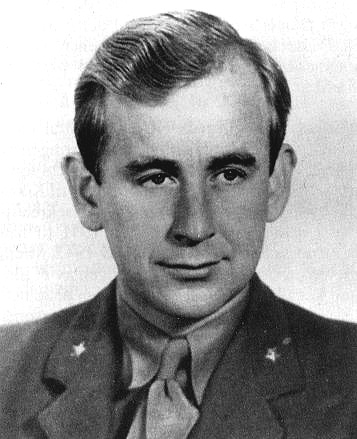
Verzetsstrijder Max Manus (1914-1996)

- Arne Bendiksen (1926-2009), zanger
- Isabel Blanco (1979), handbalster
- Kristian Blummenfelt (1994), triatleet
- Vilde Bøe Risa (1995), voetbalster
- Ole Bull (1810-1880), componist
- Johan Christian Clausen Dahl (1788-1857), Noorse schilder
- Marie Davidsen (1993), handbalster
- Lorentz Dietrichson (1834-1917), hoogleraar, kunsthistoricus en dichter
- Amalie Eikeland (1995), voetbalster
- Tor Endresen (1959), zanger
- Knut Fægri (1909-2001), botanicus
- Bård Finne (1995), voetballer
- Odd Frantzen (1913-1977), voetballer
- Ivar Giaever (1929-2025), natuurkundige en Nobelprijswinnaar (1973)
- Susanne Glesnes (1974), beachvolleybalster
- Kyrre Gørvell-Dahll (Kygo) (1991), muziekproducent, dj en pianist
- Edvard Grieg (1843-1907), componist en pianist
- John Grieg (1840-1901), cellist en diplomaat
- Christine Guldbrandsen (1985), zangeres
- Kristoffer Hagenes (1990), voetbalscheidsrechter
- Armauer Hansen (1841-1912), arts en ontdekker van de leprabacterie
- Emil Hansson (1998), voetballer
- Erlend Hanstveit (1981), voetballer, o.a. AA Gent
- Terje Hauge (1965), voetbalscheidsrechter
- Lindy Fay Hella (1975), zangeres, muzikant
- Ragni Hestad (1968), beachvolleybalster
- Ludvig Holberg (1684-1754), schrijver
- Emilie Hovden (1996), handbalster
- Bjarne Johnsen (1892-1984), turner
- Wollert Konow (1845-1924), politicus
- Karoline Krüger (1970), singer-songwriter en pianiste
- Sissel Kyrkjebø (1969), zangeres
- Tor Lund (1888-1972), turner
- Max Manus (1914-1996), verzetsstrijder
- Fredrik Meltzer (1779-1855), politicus en ontwerper van de Noorse vlag
- Christian Michelsen (1857-1925), politicus
- Maren Mjelde (1989), voetbalster
- Magdalon Monsen (1910-1953), voetballer
- Johan Ludwig Mowinckel (1870-1943), politicus
- Monica Mæland (1968), politica
- David Møller Wolfe (2002), voetballer
- Truls Mørk (1961), cellist
- Lisa Naalsund (1995), voetbalster
- Kurt Nilsen (1978), zanger
- Trond Nymark (1976), snelwandelaar
- Jacob Opdahl (1894-1938), turner
- Nils Opdahl (1882-1951), turner
- Erlend Øye (1975), zanger
- Sverre Lunde Pedersen (1992), schaatser
- Marte Mjøs Persen (1975), politica
- Liv Grete Skjelbreid Poirée (1974), atleet
- Thorolf Rafto (1922-1986), mensenrechtenactivist en lector economische geschiedenis
- Bjarne Rykkje (1978), schaatser
- Brigt Rykkje (1975), schaatser
- Harald Sæverud (1897-1992), componist
- Halfdan Schjøtt (1893-1974), zeiler
- Trygve Schjøtt (1882-1960), zeiler
- Einar Selvik (1979), zanger, multi-instrumentalist
- Sigvard Sivertsen (1881-1963), turner
- Ann Elen Skjelbreid (1971), biatlete
- Stine Skogrand (1993), handbalster
- Amalie Skram (1846-1905), schrijfster
- Erna Solberg (1961), politica
- Gunnar Staalesen (1947), schrijver
- Rune Stordal (1979), schaatser
- Anne-Grete Strøm-Erichsen (1949), politica
- Kjersti Toppe (1967), politica
- Geirr Tveitt (1908-1981), componist, dirigent en pianist
- Erik Tysse (1980), snelwandelaar
- Varg Vikernes (1973), black metal-musicus, veroordeeld voor moord en brandstichting